# Evolution (oprogramowanie)
Evolution (wcześniej Ximian Evolution i Novell Evolution) – wielofunkcyjny klient poczty elektronicznej i organizer (kalendarz, lista zadań, książka adresowa, notatki) rozwijany na licencji GPL.
Korzysta z biblioteki GTK+. Jest domyślną aplikacją GNOME do zarządzania informacją osobistą (ang. Personal Information Manager) i domyślnym klientem poczty dla tego środowiska.

## Główne funkcje
- obsługa wielu kont pocztowych
- wirtualne foldery (sortowanie wiadomości wedle zadanych kryteriów)
- przeszukiwanie poczty
- filtr niechcianej poczty korzystający ze SpamAssassina lub BogoFilter
- wysokie bezpieczeństwo (obsługa SSL, TLS, PGP i innych certyfikatów)
- obsługa vCard oraz LDAP
- wsparcie dla palmtopów
- kalendarz (również obsługa kalendarzy online)
- przypominacz
- lista zadań
- notatnik
- integracja kalendarza z książką adresową (automatyczne dodawanie urodzin)
- obsługa protokołów IMAP, POP3, SMTP, Exchange i innych
- obsługa list dyskusyjnych (protokół NNTP)
- obsługa RSS

Evolution ma wbudowaną obsługę serwerów pracy grupowej Novell GroupWise oraz Kolab, a za pomocą wolnej wtyczki Novell Connector potrafi pracować także z Microsoft Exchange (w wersji 2000 lub nowszej). Istnieje również wtyczka do pracy z OpenGroupware.org. Koordynacja zadań z innymi użytkownikami sieci odbywa się poprzez otwarty protokół sieciowego terminarza iCalendar.